# ريك كلاين
ريك كلاين (بالإنجليزية: Rick Kline)‏ هو مهندس الصوت ومهندس أمريكي، ولد في القرن العشرين.

## وصلات خارجية
- ريك كلاين على موقع IMDb (الإنجليزية)
- ريك كلاين على موقع قاعدة بيانات الفيلم (الإنجليزية)